# Variabili indipendenti e identicamente distribuite
Nella teoria della probabilità, una sequenza di variabili casuali è detta indipendente e identicamente distribuita (i.i.d.) se: 
- le variabili hanno tutte la stessa distribuzione di probabilità;
- le variabili sono tutte statisticamente indipendenti.

L'abbreviazione i.i.d. (spesso anche iid, a volte IID) è particolarmente comune in statistica, dove le osservazioni di un campione sono presupposte (più o meno) i.i.d per l'inferenza statistica. Il presupposto (o requisito) che le osservazioni siano i.i.d tende a facilitare la matematica di molti metodi statistici. Tuttavia, nelle applicazioni pratiche, questo può non essere sempre realistico.
Ciò è importante nella forma classica del teorema del limite centrale, che dichiara che la distribuzione di probabilità della somma (o della media) delle variabili i.i.d con media e varianza finite si avvicina alla distribuzione normale.

## Uso nei Modelli
Di seguito ci sono alcuni esempi o applicazioni di variabili casuali indipendenti e identicamente distribuite (i.i.d):
- Ceteris paribus (a parità di condizioni) una sequenza di risultati dei giri di una roulette è i.i.d. Da un punto di vista pratico, una conseguenza pratica è che se la pallina della roulette cade sul rosso 20 volte consecutive, il successivo giro non ha maggiori o minori possibilità di cadere sul nero di qualsiasi altro giro.
- Essendo tutte le altre condizioni pari, una sequenza di lanci di un dado è i.i.d.
- Essendo tutte le altre condizioni pari, una sequenza di lanci di una moneta è i.i.d.
- nell'analisi dei segnali e nell'analisi delle immagini la nozione di trasformazione in IID implica 2 specificazioni la parte ID (ID = Identicamente Distribuita) e la parte I (I = Indipendente)
  - (ID) il livello del segnale deve essere bilanciato sull'asse del tempo;
  - (I) lo spettro del segnale deve essere appiattito, cioè, trasformato tramite filtraggio (simile a una deconvoluzione) in un segnale a rumore bianco (dove tutte le frequenze sono equamente presenti).

## Usi nella deduzione
- Uno dei più semplici test statistici, il Test Z è usato per testare l'ipotesi nulla sul valore atteso delle variabili casuali. Quando si usa il test Z si richiede che tutte le osservazioni siano i.i.d, al fine di soddisfare le condizioni del Teorema del limite centrale.